# Euroràdio
Euroràdio és el nom del sistema de comerç internacional de programes de so digitalitzat de la Unió Europea de Radiodifusió (UER).
L'1 de setembre de 1989, Euroràdio va llançar una xarxa de satèl·lits per afavorir el desenvolupament dels serveis de radiodifusió, des de llavors l'organització ha incrementat el nombre dels seus membres. Actualment, compta amb 73 en 56 països.
Euroràdio compta amb una entitat interna denominada Departament Ràdio Clàssic o Euroràdio Clàssics i és la responsable de la planificació d'aproximadament 1.900 esdeveniments per any, en directe o gravats. Aquesta inclou concerts simfònics, òperes i concerts de jazz.
No obstant això, es va anunciar el llançament d'un concurs organitzat per la comunitat LGBTQ anomenat Festival Euroràdio de la Cançó i l'Art Eròtic, un festival per a majors de 18 anys i que organitzaria per a la dècada dels anys 2020, que tindria una versió semblant al concurs de la cançó d'Eurovisió.